# キスカル酸
キスカル酸（キスカルさん、quisqualic acid）は、AMPA型グルタミン酸受容体及び代謝型グルタミン酸受容体のアゴニストである。興奮毒性を示し、神経科学では脳や脊髄の神経細胞を選択的に破壊するために用いられる。東北大学の竹本常松らにより駆虫薬として用いられる熱帯アジア原産のシクンシ（Combretum indicum）の種子から発見され、シクンシの当時の学名（Quisqualis indica）にちなみ命名された。
アメリカ合衆国農務省の農業研究局による研究では、ゼラニウムの花弁にも存在することが示され、またマメコガネの麻痺の原因になっていることが明らかとなった。キスカル酸は、昆虫の神経筋接合部やほ乳類の中枢神経系で神経伝達物質として働くL-グルタミン酸を模倣していると考えられている。